# دموکراسی خلق
دموکراسی خلق یا دموکراسی مردمی (People's democracy) یک مفهوم نظری در مارکسیسم-لنینیسم و شکلی از حکومت است که پس از جنگ جهانی دوم شکل گرفت و در تئوری امکان دموکراسی چندطبقه‌ای و چندحزبی را در مسیر سوسیالیسم فراهم می کند. دموکراسی خلق در نتیجۀ انقلاب‌های دموکراتیک مردمی دهۀ ۱۹۴۰ در تعدادی از کشورهای اروپایی و آسیایی ایجاد شد.
تا قبل از ظهور فاشیسم، احزاب کمونیست خواستار اجرای جمهوری‌های شورایی مانند جمهوری شوروی چین یا مثلاً در آمریکا (در کتاب به سوی آمریکای شوروی نوشتۀ ویلیام زی فاستر دبیرکل حزب کمونیست آمریکا) در سراسر جهان شده بودند. با این حال، پس از ظهور فاشیسم، و ایجاد دولت‌های جبهه‌ای مردمی در فرانسه و اسپانیا، کمینترن تحت رهبری گئورگی دیمیتروف، رهبر کمونیست بلغارستان، شروع به دفاع از یک جبهۀ متحد چندحزبی از احزاب کمونیست و سوسیال‌دمکرات در مقابل دیکتاتوری پرولتاریای تک‌حزبی شوراها کرد.
امکان دموکراسی چندحزبی خلق اولین بار در دوران جبهه مردمی علیه فاشیسم مطرح شد.

## تاریخچه
گئورگ لوکاچ یکی از اولین کسانی بود که در تزهای بلوم خود در سال ۱۹۲۹ امکان کار کمونیست ها برای یک جمهوری دموکراتیک را پیشنهاد کرد.
تصور این‌که این امر در آن زمان چقدر برای اکثر مردم متناقض به نظر می‌رسید سخت است. اگرچه کنگرۀ ششم انترناسیونال سوم به این موضوع به عنوان یک احتمال اشاره کرد، اما عموماً تصور می‌شد که از نظر تاریخی برداشتن چنین گام قهقرایی غیرممکن است، زیرا مجارستان قبلاً در سال ۱۹۱۹ یک جمهوری شوروی شده‌بود.
ژوزف استالین، که در طول جنگ داخلی روسیه و پیامدهای آن در رهبری شوروی بود، به خوبی به خاطر داشت که چگونه تلاش برای مبارزه به سبک انقلاب‌های بلشویکی در سراسر اروپا در طول جنگ جهانی اول و پس از آن - در انقلاب‌های ۱۹۱۷-۱۹۲۳ - عمدتاً شکست خورده‌بود. بسیاری از بلشویک‌های قدیمی در آن زمان فکر می‌کردند که این انقلاب‌ها پیشتاز انقلاب جهانی هستند، اما این انقلاب هرگز محقق نشد. همین واقعیت بود که باعث توسعۀ ایدۀ سوسیالیسم در یک کشور به عنوان مسیر خود اتحاد جماهیر شوروی شد.
استالین با در نظر گرفتن چنین درس های تاریخی، در پایان جنگ جهانی دوم به رهبران احزاب کمونیستی اروپای شرقی پیشنهاد کرد که خود را به عنوان مدافع دموکراسی خلق معرفی کنند. پس از شکست آلمان نازی و متحدانش در اروپای شرقی، نظریه‌پردازان مارکسیست-لنینیست ابتدا با توجه به حضور ارتش سرخ شوروی، ایدۀ احتمال گذار صلح‌آمیز به سوسیالیسم را بسط دادند. در بیشتر مناطق اروپای شرقی، احزاب کمونیست بلافاصله قدرت را به دست نگرفتند، بلکه در ائتلاف‌های مردمی با احزاب مترقی به فعالیت پرداختند. بر خلاف اتحاد جماهیر شوروی که رسماً یک دولت تک‌حزبی بود، در اروپای شرقی اکثریت دموکراسی‌های خلق از لحاظ نظری دولت‌هایی چندحزبی بودند. بسیاری از احزاب حاکم مارکسیست-لنینیست دیگر مانند دهۀ ۱۹۳۰ عنوان رسمی خود را «کمونیست» قرار نداده‌بودند. برای مثال، حزب اتحاد سوسیالیستی آلمان (SED) ظاهراً اتحادیه ای از حزب سوسیال دموکرات آلمان و حزب کمونیست آلمان بود. بسیاری از کشورهای اروپایی دیگر توسط احزاب کارگری یا سوسیالیستی اداره می‌شدند. در بلوک شرق، دموکراسی خلق با دولت سوسیالیستی مترادف بود.
خاستگاه ایدۀ دموکراسی خلق را می‌توان در هر دو ایدۀ دولت‌های جبهه‌ای مردمی که ائتلاف احزاب ضد فاشیست بودند، مانند آنچه در اسپانیا وجود داشت، جستجو کرد. این نظریه شاید اولین بار توسط کمونیست بلغارستانی گئورگی دیمیتروف بیان شد.
برخی محققان استدلال کرده‌اند که ظهور این نظریه به عنوان راهی برای اتحاد جماهیر شوروی برای مشروعیت بخشیدن به تأسیس دولت‌های سوسیالیستی عمل می‌کرد و همچنین روشی بود که این دولت‌ها به واسطۀ آن ایجاد می‌شد. آلفرد ریبر معتقد است که در وهلۀ‌نخست اتحاد جماهیر شوروی باید ایجاد دولت‌های همسو با شوروی را برای جنبش‌های سیاسی موجود غیرکمونیستی در کشورهای اروپای شرقی توجیه می‌کرد. به باور او تئوری دموکراسی خلق به اتحاد جماهیر شوروی اجازه داد تا نگرانی‌های چنین جنبش‌هایی را کاهش دهد، چراکه دموکراسی‌های خلق باید توسط ائتلافی از احزاب ضد فاشیست اداره می‌شدند. روث آمِند روزا معتقد است که اتحاد جماهیر شوروی با ایجاد نظریه‌ای که ماهیت صلح‌آمیز استقرار سوسیالیسم در کشورهای اروپای شرقی را با ماهیت خشونت‌آمیز آن در اتحاد جماهیر شوروی در تضاد قرار می‌داد، توانست ترس بسیاری از احزاب ضدفاشیست از انقلاب به سبک بلشویکی را کاهش دهد.
برخی از محققان و تاریخ‌نویسان چنین استدلال کرده‌اند که تئوری دموکراسی خلق به این دلیل رشد کرد که حزب کمونیست اتحاد شوروی نیاز داشت در نظریۀ مارکسیستی-لنینیستی برای شرایط متفاوتی که تحت آن سوسیالیسم در اروپای شرقی ظهور می‌کرد، جایگاهی پیدا کند. به عنوان مثال روث آمِند روزا می‌گوید:
اتحاد جماهیر شوروی ظاهراً خود را مجبور می‌دید که موقعیت «رهبری» ایدئولوژیک خود را در اروپای شرقی تثبیت کند و همزمان مفهوم «دموکراسی خلق» را در بدنۀ دکترین مارکسیست-لنینیست ارتدکس تعبیه کند. — روث آمِند روزا، وورلد پالیتیکس، ژوئیۀ ۱۹۴۹، جلد ۱، شمارۀ ۴، نظریه شوروی "دموکراسی خلق".
کار اقتصاددان مارکسیست یوگن وارگا برای توسعۀ تئوری دموکراسی خلق اهمیت ویژه‌ای داشت. اثر او با عنوان «تغییرات ناشی از جنگ جهانی دوم در اقتصاد سرمایه‌داری» توضیح می‌دهد که چرا دولت‌های نوظهور متفاوت از مدل شوروی بودند و در عین حال جایگاه آن‌ها را به عنوان مرحلۀ گذار برای تسهیل ظهور سوسیالیسم در تئوری غالب شوروی از مارکسیسم-لنینیسم در نظر می‌گرفت. با این حال، در سال ۱۹۴۹، وارگا ایده‌های خود را پس گرفت, و بسیاری از کمونیست‌های بلندپایه، از جمله دیمیتروف، چنین مطرح کردند که دموکراسی‌های مردمی در واقع شبیه به اتحاد جماهیر شوروی هستند. این امر دیدگاه تغییریافته در داخل اتحاد جماهیر شوروی را منعکس می‌کرد که سرشت دموکراسی‌های مردمی با خود اتحاد جماهیر شوروی یکسان است.
تئوری دموکراسی خلق دستخوش تغییرات قابل توجهی شد. این تئوری در مفهوم اولیۀ خود بیان می‌کرد که کشورهای تازه درحال‌ظهور وابسته به شوروی از نظر خصوصیات کاملاً متفاوت از اتحاد جماهیر شوروی هستند، در حالی که تصور بعدی آن عنوان می‌کرد که این دولت‌ها کاملاً شبیه مدل شوروی هستند. دلیل این تغییر قابل بحث است. در حالی که ریچارد اف. استار ادعا می کند که حالت اولیۀ این نظریه برای پنهان کردن مقاصد واقعی ایجاد یک دیکتاتوری تک‌حزبی در الگوی اتحاد جماهیر شوروی مورد استفاده قرار گرفته‌است، محققان دیگر چنین گفته‌اند که ماهیت نامشخص زمانی که نظریۀ اصلی تدوین شد، به توضیح این مسئله کمک می‌کند چرا این نظریه پس از تثبیت قدرت دستخوش تغییر شد.
مائو تسه‌تونگ ایدۀ مشابهی از دموکراسی بینا‌طبقاتی را در مقالۀ «دربارۀ دموکراسی نوین» که در ۱۹۴۰ نوشته شده پیشنهاد کرد. او در سال ۱۹۴۹ در مورد دیکتاتوری دموکراتیک خلق سخنرانی کرد. مدل دموکراتیک خلق بعداً در مورد کشورهای سوسیالیستی در آسیا از جمله چین، لائوس، کره شمالی و ویتنام اعمال شد.

## ایدئولوژی
در حالی که دموکراسی‌های خلق شکلی از دیکتاتوری پرولتاریا تلقی می‌شد، طبقاتی مانند دهقانان، خرده‌بورژوازی و بورژوازی مترقی در آن اجازۀ مشارکت داشتند. نیکیتا خروشچف صراحتاً اعلام کرد که امکان گذار مسالمت‌آمیز به دموکراسی خلق به قدرت جهانی اتحاد جماهیر شوروی به عنوان یک ابرقدرت بستگی دارد.
کتاب درسی شوروی با عنوان «فرهنگ لغت کمونیسم علمی» دموکراسی خلق را اینگونه تعریف می کند:
دموکراسی خلق، شکلی از دیکتاتوری پرولتاریا است که در چندین کشور اروپایی و آسیایی در نتیجۀ انقلاب‌های مردمی-دمکراتیک در دهۀ ۱۹۴۰ ایجاد شد و به انقلاب‌های سوسیالیستی ارتقاء یافت. دموکراسی خلق در مرحلۀ جدیدی از فرآیند انقلابی جهانی پدیدار شد و منعکس‌کنندۀ شیوۀ خاصی بود که انقلاب سوسیالیستی در زمانی که امپریالیسم ضعیف شده‌بود و توازن نیروهای جهانی به نفع سوسیالیسم متمایل شده‌بود، در حال توسعه بود. وجه مشخصۀ مشترک دموکراسی خلق به‌عنوان شکلی از دیکتاتوری پرولتاریا، با پایگاه اجتماعی گسترده‌ای تعریف می‌شود که زمینه‌ساز وقوع انقلاب‌های سوسیالیستی در کشورهای اروپایی و آسیایی پس از جنگ جهانی دوم، توسعه نسبتاً مسالمت‌آمیز آن‌ها و کمک‌ها و حمایت‌های انجام‌شده به آن‌ها توسط اتحاد جماهیر شوروی شد. با این حال دموکراسی خلق در هر کشور مشخص، ویژگی‌های متمایز خود را دارد، چراکه تغییر سوسیالیستی در آنجا تحت شرایط تاریخی و ملی خاصی صورت گرفته‌است. برخلاف اتحاد جماهیر شوروی که نظام تک‌حزبی در طول تاریخ ظهور کرد، در اکثر کشورهای تحت حاکمیت دموکراتیک خلق، نظام چندحزبی شکل گرفت. احزاب برای مبارزه با فاشیسم و امپریالیسم در جبهۀ خلق متحد شدند؛ در این شرایط، نظام چندحزبی به گسترش پایگاه اجتماعی انقلاب و انجام بهتر وظایف پیشِ روی آن کمک کرد. موقعیت رهبری (در مورد آلمان شرقی، مجارستان، لهستان و چکسلواکی) در اختیار احزاب کمونیست و کارگری بود. احزاب کمونیست و کارگری در چندین کشور اروپایی دموکراتیک خلق بر اساس مارکسیسم-لنینیسم و برای تقویت انسجام در صفوف طبقه کارگر، با احزاب سوسیال دموکرات ادغام شدند، در حالی که در مجارستان و رومانی سیستم تک‌حزبی جایگزین سیستم چندحزبی شد.
تروتسکیست‌ها و دیگر کمونیست‌های ضداستالینیست مخالف ایدۀ دموکراسی خلق بودند و آن‌ها آن را نفی اصرار لنینیستی بر ذات طبقاتی کل قدرت دولتی می‌دانستند.
فرهنگ واژگان آرشیو اینترنتی مارکسیست‌ها دموکراسی مردم را به شگل زیر نقد می‌کند:
«استالین کاملاً در نظر داشت که دولت‌هایی از نوع جبهۀ خلق، یعنی دولت‌های چندطبقه‌ای ایجاد کند، دولت‌هایی که نمایندۀ اتحاد بین طبقۀ کارگر و بورژوازی هستند. به شکل کاملاً آشکاری توقع می‌رفت که دارایی سرمایه‌دارانه مورد محافظت قرار گیرد.
زمانی که هیچ حزب بورژوایی پیدا نشد که با آن «جبهۀ خلق» تشکیل دهد، حزب کمونیست حزب خودش را ایجاد کرد. "احزاب" مصنوعی برای نمایندگی طبقات اجتماعی مختلف ایجاد و برای تشکیل دولت‌های ائتلافی "دعوت" شدند. حضور "جانشین‌"هایی به نمایندگی از "احزابِ" مطلقاً ناتوان در "پارلمان‌"های دست‌نشانده، دولتی دوطبقه یا سه‌طبقه‌ای نمی‌سازد.
با این حال، ثابت شد که برنامۀ «دموکراسی خلق» غیر قابل بود. ترکیب فشار طبقۀ کارگر و دهقانان به نفع سلب مالکیت از سرمایه‌داران و مالکان و ناتوانی بوروکراسی شوروی در مدیریت اقتصاد سرمایه‌داری، استالین را مجبور به سیاستی کرد که هرگز پیش‌بینی نمی‌کرد.
در اروپای تحت اشغال شوروی، دولت ارتش سرخ بود. روابط اجتماعی تولیدی که ارتش سرخ بر آن استوار بود، یعنی اقتصاد سیاسی اتحاد جماهیر شوروی، خود را بر کشورهایی که اشغال کرده بود تحمیل می‌کرد. دیپلماسی استالین نتوانست تضاد اساسی بین دولت کارگری و سرمایه‌داری بین المللی را ریشه‌کن کند.
همین سیاست در چین تحت عنوان "بلوک چهار طبقه" اجرا شد.»

## مطالعۀ بیشتر
- "General Theory of People's Democracy". Revolutionary Democracy. Retrieved 22 August 2014.